# ياو دي (ممثلة)
ياو دي (بالصينية: 姚笛) هي ممثلة صينية، ولدت في 17 مارس 1982 في هانغتشو ‏ في الصين.